# Sture Norée

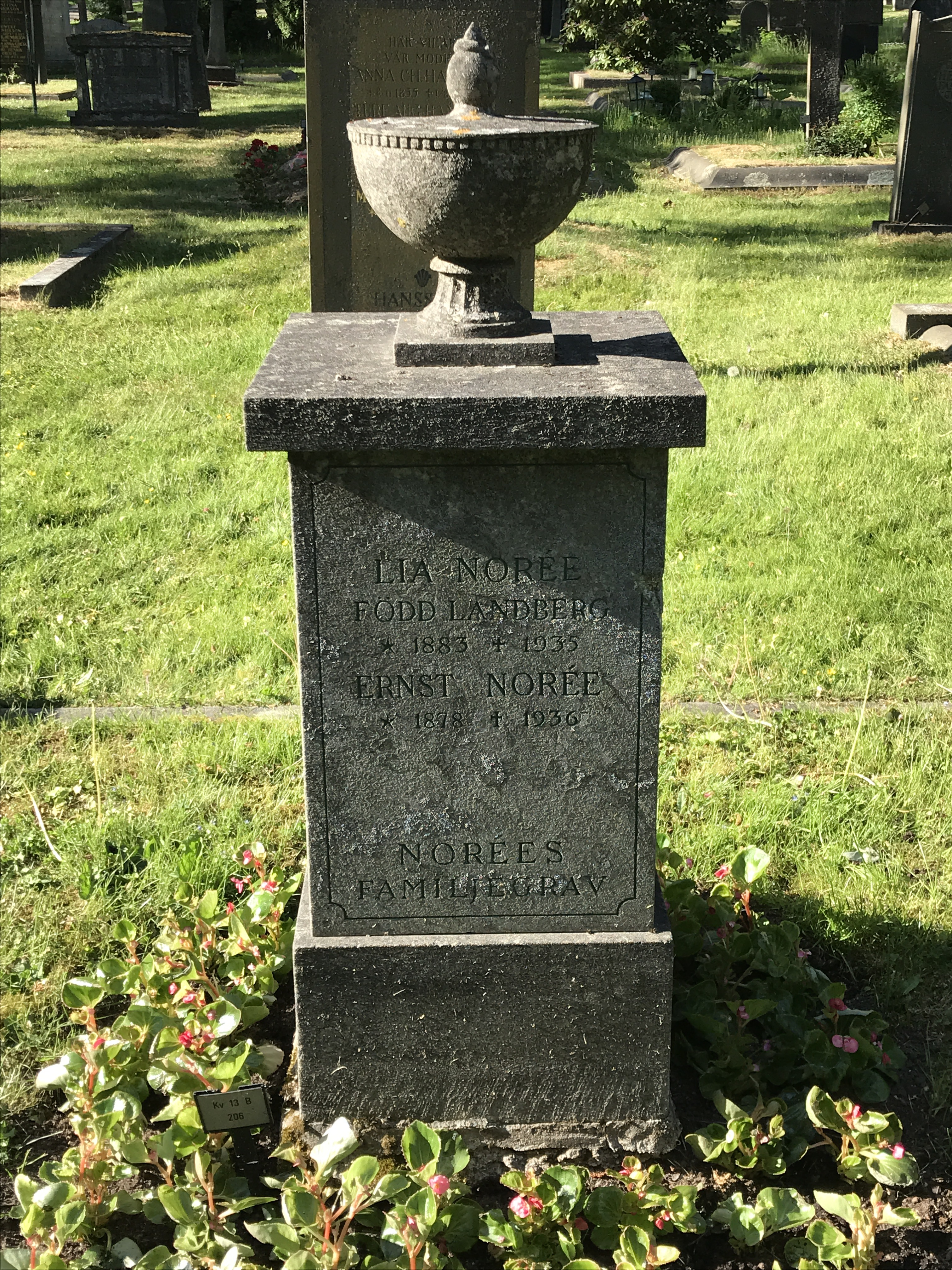
Gravvård Norra begravningsplatsen

Ernst Sture Norée, född 13 oktober 1905 i Klara församling i Stockholm, död 27 augusti 1998 i Lidingö församling i Stockholms län, var en svensk direktör.
Sture Norée var son till skådespelaren och direktören Ernst Norée och Lia Norée, ogift Landberg. Han tog studenten 1924, var kamrer hos Turitzkoncernen 1929–1936, bedrev egen verksamhet 1937–1942 och var försäljningschef vid Olsson & Rosenlund 1943–1955. Han blev fastighetschef hos Lidingö stad 1956 och var verkställande direktör för Lidingö stads tomt AB samt ordförande i byggnads- och stadsplanenämnden i nämnda stad 1954–1959.
År 1990 gav han ut släktkrönikan Släkten Norée 1650–1990.
Sture Norée gifte sig 1931 med Gun Ullman (1905–1974), dotter till ingenjören Bengt Ullman och Hilda Rånlund. Makarna fick tre barn: Hans (född 1935), Marianne (född 1939) och journalisten Britt Ståhlberg Norée (1943–2024), av vilka den sistnämnda gifte sig med Knut Ståhlberg.
Han är begravd i Landbergska familjegraven på Norra begravningsplatsen utanför Stockholm.